# Bok (cratera marciana)
A cratera Bok é uma cratera de impacto no quadrângulo de Oxia Palus em Marte, localizada a 20.8º latitude norte e 31.7º longitude oeste. Seu diâmetro é de 7.1 km e seu nome vem de uma cidade em Papua-Nova Guiné.